# أندري ميتين
أندري ميتين (بالروسية: Митин, Андрей Валентинович)‏ هو فارس ‏ روسي، ولد في 5 أبريل 1970.

## وصلات خارجية
- أندري ميتين على موقع الاتحاد الدولي للفروسية (الإنجليزية)
- أندري ميتين على موقع FEI (رابط بديل) (الإنجليزية)
- أندري ميتين على موقع أوليمبيديا (الإنجليزية)